# País de Gales no Coro da Eurovisão
O País de Gales participou na sessão inaugural do Coro da Eurovisão, sendo representado pelo coro Côr Merched Sir Gâr.

## Participações
Legenda
     Vencedor
     2.º lugar
     3.º lugar
     Pontuação Nula ("Null Points")/Último Lugar
     Melhor classificação (fora do top 3)
     Qualificação para a final (fora do top 3)
     País-anfitrião
     Desclassificado
| #  | Ano       | Sede       | Coro                   | Língua(s) | Canção(ões)         | Tradução        | Lugar |
| -- | --------- | ---------- | ---------------------- | --------- | ------------------- | --------------- | ----- |
| 1º | 2017 (1º) | Riga       | Côr Merched Sir Gâr    | Checo     | "O, Mountain, O"    | O, Mountanha, O | 2º    |
| 1º | 2017 (1º) | Riga       | Côr Merched Sir Gâr    | Galês     | "Mil harddach"      | Mel brilhante   | 2º    |
| 1º | 2017 (1º) | Riga       | Côr Merched Sir Gâr    | Inglês    | "Wade in the Water" | Caminhe na água | 2º    |
| 2º | 2019 (2º) | Gotemburgo | Ysgol Gerdd Ceredigion | Irlandês  | "Cúlna"             | Quintal         | -     |
| 2º | 2019 (2º) | Gotemburgo | Ysgol Gerdd Ceredigion | Galês     | "Ar Lan y Môr"      | À beira-mar     | -     |

## Comentadores e porta-vozes
| Ano(s) | Comentadores televisivos | Comentadores televisivos      | Comentadores de rádio | Ref.  |
| Ano(s) | Comentador televisivo    | Segundo comentador televisivo | Comentadores de rádio | Ref.  |
| ------ | ------------------------ | ----------------------------- | --------------------- | ----- |
| 2017   | Morgan Jones             | Elin Manahan Thomas           | Sem transmissão       | [ 5 ] |
| 2019   | Morgan Jones             | Sem segundo comentador        | Sem transmissão       | [ 6 ] |

## Maestros
| Ano(s) | Maestro      |
| ------ | ------------ |
| 2017   | Islwyn Evans |
| 2019   | Islwyn Evans |